# Dolors Batalla i Nogués

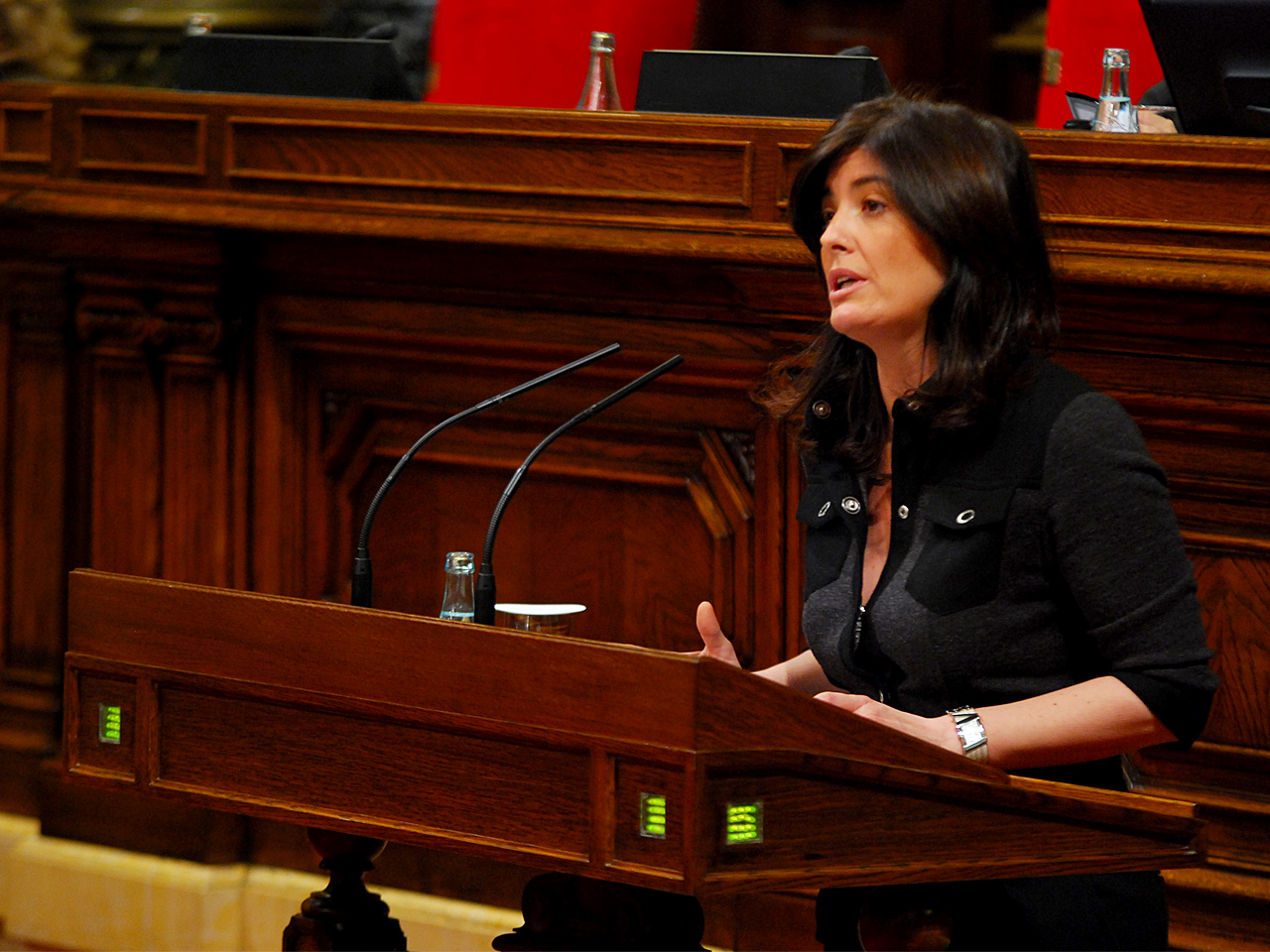
Dolors Batalla i Nogués 2010

Dolors Batalla i Nogués (* 18. April 1969 in Valls) ist eine katalanische Politikerin.
Sie studierte an der Autonomen Universität Barcelona und an der University of Essex Politikwissenschaften, Soziologie und Öffentliche Verwaltung. Von 1999 bis 2003 war sie zunächst Stadträtin und Fraktionssprecherin der Parteienplattform Convergència i Unió in ihrer Heimatstadt Valls in der Provinz Tarragona. Am 14. Juni 2003 wurde sie dort zur Bürgermeisterin gewählt und 2007 wiedergewählt.
Seit Juli 2004 ist sie stellvertretende Generalsekretärin der Partei Convergència Democràtica de Catalunya (CDC).
Seit 1. November 2006 ist sie Abgeordnete der CiU (Convergència i Unió) im katalanischen Parlament (Parlament de Catalunya).
Am 24. September 2008 erklärte sie aus persönlichen Gründen ihren Rücktritt als Bürgermeisterin von Valls. Zuvor hatten die Gemeinderatsfraktionen von CiU und PSC entgegen ihrem Willen eine Zusammenarbeit vereinbart.